# Vasile Martinoiu

## VASILE MARTINOIU - bariton
Vasile Martinoiu și-a descoperit vocația pentru solistica vocală de la vârsta cea mai fragedă. S-a născut la 2 aprilie 1934  la Tîrgu Jiu într-o familie de muzicieni. Își pune în valoare calitățile încă din liceu, ca solist în corul școlii. Devine apoi student la Conservatorul Cornetti din Craiova, continuându-și după aceea studiile la Conservatorul din Iași.
După terminarea studiilor muzicale este solist al Operei din Iași și Teatrul Muzical din Galați, unde debutează în anul 1959 cu rolul Contele de Luna din Trubadurul de G. Verdi.
În anul 1965, primul mare succes internațional – Marele Premiu la Concursul Fr. Erkel de la Budapesta; dar în același timp, o importantă recunoaștere în țară, pentru că în același an porțile Operei Române i se deschid largi – Vasile Martinoiu devine solist permanent al primei noastre scene lirice.
Cei patru ani care urmează, între 1965 și 1969, au fost încununați de reușite de excepție în activitatea sa artistică, participând la 11 concursuri internaționale la care a obținut tot atâtea premii.
În anul 1966 au urmat alte 3 participări și tot atâtea premii, la Concursul Internațional Maria Calas – Barcelona, Concursul Internațional P.I.Ceaikovski – Moscova și Concursul Internațional S’Hertogenbosch în Olanda. Seria  participărilor, în anul 1967, este răsplătită cu alte 4 premii: două la Concursul Internațional al tinerilor soliști de operă de la Sofia, Concursul Internațional de la Toulouse și Concursul Internațional Francisco Vinãs – Barcelona.
Lista participărilor și a premiilor continuă în anul 1968 la Concursurile Internaționale Voci Verdiane la Busseto – Italia, Giuseppe Verdi la Parma – Italia, Concursul Internațional de canto de la Verviers – Belgia. Seria participărilor s-a încheiat în anul 1969 cu obținerea Marelui Premiu la Concursul Internațional Achille Peri la Reggio Emilia – Italia.
Cariera sa artistică urmează o linie ascendentă sigură. Din ce în ce mai solicitat pe scenele lumii, Vasile Martinoiu devine mereu mai cunoscut publicului de pretutindeni, mereu mai apreciat de cronicarii de specialitate. Cele peste treizeci de prezențe pe scena New York City Opera, unde realizează nenumărate creații ce culminează cu rolul lui Tonio din opera „Paiațe” îl făceau pe cronicarul de la New York Times să-l proclame „...unul dintre cei mai buni baritoni”, iar în ianuarie 1969, după premiera mondială a operei Stiffelio, de G. Verdi, din a cărei distribuție face parte, în Gazeta di Parma putem citi aceste cuvinte: „Martinoiu a atins un nivel ce învecinează perfecțiunea...”
Elogiile se adună mereu: „Superlative pentru baritonul român...”, „Cântul său este o mostră a bell-canto-ului”, „Martinoiu poate fi plasat, pe bună dreptate, în primele rânduri ale baritonilor...”, „Baritonul român este într-adevăr excepțional...” – iată câteva dintre aprecierile cuprinse în presa din Austria, Belgia, Franța, Germania, Ungaria, Italia, Polonia, Rusia, Cehia, Slovacia, Olanda, Turcia, S.U.A.
Repertoriul, în întraga sa activitate pe scenele țării sau în străinătate, depășește 39 roluri principale de operă și 5 de operetă.
Rolurile sale preferate? Escamillo, Figaro, Amonasro, Rigoletto, Germont, Contele di Luna, Iago, Nabucco, Scarpia sunt doar câteva dintre cele mai reprezentative. Dar alături de ele, la loc de cinste, Creon din Oedipul enescian și numeroase alte roluri ale creației românești.
În decursul anilor, în diverse spectacole, a avut numeroase colaborări cu personalități artistice de talie mondială, ca sopranele – Monserrat Caballé, Claudia Parada, Beverly Sills, Luisa Maria-Cioni, Edita Gruberova, Gilda Cruz-Reneo, Maria Biesu, Sylvia Sass, Patricia Wise sau Virginia Zeani, mezzosoprane de talia – Irina Arkhipova, Bianca Berini, Lilia Chockasian, Maria Luisa Nave, Leonora Lanzialotti sau Elena Obraztsova, tenori de calibrul – John Alexander, Tito del Bianco, Richard Tucker, Angelo Mori, José Carreras, Flaviano Labo, Zurab Sotkilava, Vladimir Atlantov, Barry Morel, Placido Domingo, bași – Theo Adam, Nesterenko Nikolai Ghiuselev, Will Roy, James Morris, Nikolai Okhotnikov, Nicola Rossi-Lemeni.
A cântat sub bagheta dirijorilor autohtoni: Jean Bobescu, Mihai Brediceanu, Mircea Popa, sau în străinătate: Heinz Frike, Lamberto Gardelli, Robert Hanell, Anton Guadagno, Peter Maag, Herman Adler, Manno W.Ferrari, Giuseppe Morelli, Julius Rudel, H. Marzendorfer, Asen Naidenow, Giuseppe Patane sau Nello Santi.
În palmaresul artistic personal trebuie subliniată și participarea la multe premiere în diferite teatre: La Forza del destino (Komische Oper Berlin), I Pagliacci (Teatro Reggio di Parma - Italia), Aida (Baltimore – S.U.A.), Rigoletto (Ankara – Turcia), La Bohéme, Il Barbiere di Siviglia, Otello și Simon Boccanegra (Amsterdam – Olanda), La Favorita (Tatro Reggio di Parma – Italia), Rigoletto (Staatstheater München – Germania), Tosca (Saarbrucken – Germania), Andreea Chenier (Istambul – Turcia), Stiffelio în premieră mondială (Teatro Reggio Emilia – Italia), Rigoletto (Mantova – Italia), Povestea orașului invizibil din Kitej (Opera Palais de Chaillot din Paris – Franța), Carmen(Philadelphia Grand Opera – S.U.A.), Tosca (Lincolm Center din Washington DC – S.U.A.).
Format la o școală care privește muzica vocală în accepțiunea-i globală, dând în consecință cântăreți complecși, pentru care repertoriul vocal-simfonic și de muzică de cameră nu rămâne o necunoscută, Vasile Martinoiu s-a remarcat nu o dată pe estrada de concert, în lucrări de Beethoven, Brahmes, Häendel, Fauré, Gluck, Brediceanu, Constantinescu etc.
A fost membru în juriile Concursurilor Internaționale: P.I. Ceaikovski (Moscova) și Lisenko (Kiev).
În activitatea artistică a existat și latura pedagogică de formare a tinerelor talente. În ultimii 10-15 ani a desfășurat predarea cântului în cadrul Operei Naționale București.  Satisfacție împlinită, întrucât mulți dintre actualii soliști se regăsesc astăzi pe scena lirică românească. La Opera Națională București: Mihaela Stanciu, Melania Ghioaldă, Roxana Briban, Adriana Alexandru, Mihaela Agachi, Ecaterina Țuțu, Valentin Racoveanu, Iordache Basalic, Ștefan Ignat, Vicențiu Țăranu, Florin Simionca, Daniel Filipescu etc. Și mulți răspândiți la operele din țară. Alții prin lume, cum ar fi: Simina Ivan și Dan Dumitrescu soliști la Staatsoper – Viena, Ștefăniță Lascu, Alexandru Badea, Ion Grigorescu în Germania, Constantin Ghircău în Franța, Gabriel Alexandrescu și Alex Sipp în Australia, Dorin Mara la Deutche Oper din Berlin și lista ar putea continua.
În semn de apreciere a talentului muzical deosebit care a dus la realizarea unor lucrări componistice de certă valoare, pentru promovarea muzicii românești pe plan internațional, în anul 2004 președintele României i-a conferit Odrinul Meritul Cultural în grad de Comandor.